# Jupp Derwall
Josef (Jupp) Derwall(10. března 1927 Würselen, Severní Porýní-Vestfálsko – 26. června 2007 Sankt Ingbert, Sársko), byl německý fotbalový hráč a především vynikající trenér, s jehož jménem je spjato úspěšné koučování národního týmu SRN v letech 1978–1984. S týmem Spolkové republiky získal roku 1980 titul mistrů Evropy.

## Hráčská kariéra
Derwall začínal s kopanou jako jedenáctiletý záložník a útočník v klubu rodného města Rhenania Würselen v roce 1938. Nejvyšší německou soutěž hrál za Alemanii Aachen a Fortunu Düsseldorf v její západní divizi. S Alemanií byl roku 1953 ve finále západoněmeckého poháru, když byl autorem čestného úspěchu proti Rot-Weiss Essen (1:2). Za Düsseldorf hrál ve finále Poháru v roce 1958, kdy Fortuna prohrála s VfB Stuttgart 3:4. V roce 1954 hrál dvakrát za národní tým SRN, ale do týmu pozdějších mistrů světa se nedostal.

## Trenérská dráha

### Počátky
Jako trenér začínal Jupp Derwall ve švýcarských klubech FC Biel (1959–1961) a FC Schaffhausen (1961–1962). V roce 1962 se pod jeho vedením dostal tým Fortuna Düsseldorf opět do finále západoněmeckého poháru, kde podlehl v prodloužení 1:2 1. FC Norimberku. Poté Derwall koučoval kluby nižších soutěží v Sársku.
V roce 1970 se stal Derwall nástupcem Udo Latteka ve funkci asistenta trenéra západoněmecké reprezentace, kterou vedl Helmut Schön. V roce 1972 vedl německý olympijský tým na olympiádě v Mnichově a dovedl tento celek do čtvrtfinále. V roce 1978 ještě duo Schön – Derwall vedlo tým SRN na Mistrovství světa v Argentině, ale když tým po prohře s Rakušany opustil šampionát bez úspěchu, Schön se rozhodl u národního družstva skončit. Derwall byl vybrán jako jeho nástupce.

### Trenérem národního týmu
První významným podnikem, v němž vedl Derwall Západní Německo, bylo Mistrovství Evropy 1980 v Itálii. V semifinálové skupině porazili Němci Československo 1:0 a Nizozemsko 3:2 a k postupu do finále stačila i bezbranková remíza s Řeckem. Ve finále 22. června 1980 SRN porazila Belgii 2:1 a Derwall se stal trenérem mistrů Evropy.
Na MS v kopané 1982 ve Španělsku začali Němci šokující prohrou s Alžírskem 1:2. Pak rozdrtili Chile 4:1 a Rakousko porazili 1:0. Do druhého kola postoupili z první pozice. Zde remizovali s Anglií 0:0 a porazili domácí Španěly 2:1 a byli mezi čtyřmi semifinalisty. V semifinále hráli v Seville proti Francii v normální hrací době 3:3, ale na penalty postoupili. Až ve finále prohrála SRN s Itálií 1:3. Mezi hvězdy týmu se ve Španělsku zařadili Karl-Heinz Rummenigge a Paul Breitner.
I na následujícím Mistrovství Evropy 1984 patřila SRN k největším favoritům turnaje. Západní Německo však zahájilo bezbrankovou remízou s Portugalskem a své naděje na postup zvýšilo výhrou nad Rumuny 2:1, jenže pak dostali jediný osudný gól od Španělů v 90. minutě zápasu a jeli domů. Fanoušci v SRN se obrátili proti trenéru Derwallovi. Na nátlak veřejnosti Derwall z funkce trenéra reprezentace odstoupil a uvolnil místo Franzi Beckenbauerovi.

### Angažmá v Turecku
Derwall byl po ME 1986 reakcí německé veřejnosti tak rozhořčen, že odmítl nabídky týmu Bundesligy a odešel trénovat turecký celek Galatasaray Istanbul. V té době byl pokládán turecký fotbal za spíše podprůměrný, turecké oddíly nedosáhly ještě žádného mezinárodního úspěchu. Proto je Derwallův příchod do Turecka spojován s výkonnostním vzestupem tureckého fotbalu. Derwall zavedl v Galatasaray moderní západoevropské tréninkové metody a s týmem ihned získal mistrovský titul i národní pohár. Stal se doslova revolucionářem tureckého fotbalu. Dva významní turečtí trenéři Fatih Terim a Mustafa Denizli získali pod Derwallovým vedením cenné zkušenosti. Roku 1987 Derwall působení v Galatasaray ukončil a třebaže se spekulovalo o tom, že bude vést turecký národní tým, vrátil se do Německa a odešel na odpočinek.
Derwallova práce v Turecku byla ohodnocena získáním čestného doktorátu na univerzitě v Ankaře. V Německu získal Německý kříž za zásluhy 1. stupně (Bundesverdienstkreuz).

## Závěr života
Jupp Derwall měl od roku 1991 problémy se srdcem a na srdeční záchvat také 26. června 2007 zemřel.